# Lhok Lubu
Lhok Lubu is een bestuurslaag in het regentschap Pidie van de provincie Atjeh, Indonesië. Lhok Lubu telt 225 inwoners (volkstelling 2010).